# Acid house
L'acid house è un genere di electronic dance music nato a Chicago durante la seconda metà degli anni ottanta come sottogenere della musica house, e diffusosi successivamente anche in Inghilterra. Diede origine a un movimento giovanile e culturale ispirato all'ideologia hippie degli anni 1960-1970, il cui ideale era una società fuori da ogni norma e regola.
Lo stile, distinto per le sonorità ripetitive ed ipnotiche e facente spesso uso di campionamenti e linee vocali, non è molto dissimile dalla musica trance, anche se più lenta rispetto a quest'ultima.

## Storia

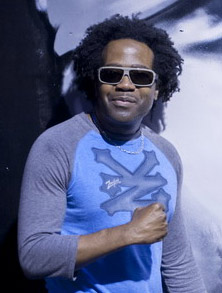
DJ Pierre nel 2013

La nascita dell'acid house viene spesso riconosciuta nel 1986, anno in cui DJ Pierre, un disc-jockey di Chicago, iniziò a comporre singoli di musica house costruiti attorno alle ritmiche del sintetizzatore Roland TB-303. Il primo singolo ufficiale del nuovo genere fu nel 1987 Acid Tracks dei Phuture (di cui DJ Pierre era membro). Ad esso seguì nel 1988 Dream Girl, attribuito a DJ Pierre, che sarà il singolo di maggior successo dello stile. Spanky, Herbert e DJ Pierre formarono i Phuture (noti anche come Phuture 303), pubblicarono We are Phuture (1988). Nel corso della loro carriera, si faranno influenzare dalla techno di Detroit, genere emerso contemporaneamente all'house music di Chicago, cambieranno formazione più volte ed influirono su molti artisti delle generazioni seguenti alla loro, quali Felix da Housecat e Danny Tenaglia. La loro carriera terminerà nel 2004.
Verso la fine degli anni ottanta emersero i tre DJ inglesi Paul Oakenfold, Johnny Walker e Danny Rampling, nonché Bomb the Bass (produttore di Neneh Cherry) che, oltre ad essere fortemente influenzati dalla house music di Chicago, resero nota la loro musica a Londra e nei club di Ibiza (il più famoso è il Cafè del Mar). Poco tempo dopo divenne noto anche il DJ Alfredo, un ex critico cinematografico argentino e resident DJ della discoteca Amnesia.
La musica dell'isola presenta sonorità riconducibili alla prima house di Chicago, alla musica etnica, al pop europeo, al rock psichedelico e riferimenti sonori riconducibili a droghe quali l'ecstasy.
Successivamente i tre DJ tornarono a Londra rendendo nota la loro musica. Uno dei primi locali che trasmettevano il genere acid house fu il Project, (situato a South London) di Paul Oakenfold, nel quale i normali clienti vengono fatti uscire alle due di notte per far posto agli invitati che, a causa del loro numero, divennero un problema di ordine pubblico.

Più tardi emerse lo Shoom di Danny Rampling in un centro benessere vicino al ponte di Southwark, distinto per le sue serate esuberanti e frequentate dai consumatori di droga. Anche grazie a questi locali, l'acid house divenne nota in tutta la nazione. Come diretta conseguenza, la nuova ondata musicale contribuì a sviluppare, nel 1988, il fenomeno che diverrà noto come una nuova Summer of Love. A partire da quell'anno, i frequentatori dei club inglesi iniziarono a "rinnovare il look" indossando T-shirt fluorescenti, abiti sportivi, e spesso decorati da smile.
Nel mese di aprile del 1988, Oakenfold inaugurò lo Spectrum, situato dietro Trafalgar Square e che, durante ogni lunedì sera, si riempiva di numerosissimi clienti. A giugno venne aperto il Trip, situato nel West End. Al termine di questi eventi, che si concludevano alle tre di mattina, numerosi "ravers" si recavano nelle campagne limitrofe per divertirsi nei rave. Sempre lungo la fine degli anni ottanta, alcuni tabloid iniziarono a promuovere una campagna atta a contrastare il fenomeno.